# Yatay-Palme
Die Yatay-Palme (Butia yatay), auch Yatay-Geleepalme genannt, ist eine Pflanze der Familie der Palmengewächse.
Sie ist leicht zu verwechseln mit der kleineren, nahverwandten Butia capitata aus derselben Ursprungsregion.

## Vorkommen
In ihrer Ursprungsregion im Süden von Brasilien, Uruguay und im Nordosten Argentiniens bildete die Yatay-Palme einst große Wälder. Sie wuchs dort auf sandigen Böden. Viele von ihnen wurden zur landwirtschaftlichen Nutzung gerodet. Der größte noch erhaltene Yatay-Wald befindet sich auf einer Fläche von ca. 85 km² im Nationalpark El Palmar in der argentinischen Provinz Entre Ríos. Heute wird Butia yatay auch in anderen subtropischen Regionen als Zierpalme angepflanzt. Sie verträgt auch trockene Hitze.

## Merkmale
Butia yatay ist langlebig, kann bis zu 12 m hoch werden und wird damit höher als die meisten anderen Arten der Gattung Butia. Ihr Stamm ist von dunklen Blattbasen bedeckt. Die bis zu 2 m langen, bläulichen Blätter sind gefiedert. Die gelben Blütenstände enthalten bis zu 100 Blüten. Die Früchte haben einen Durchmesser von 3 bis 5 cm und sind für den Menschen nicht genießbar. Sie ziehen aber viele Vögel an und waren die Hauptnahrung des wahrscheinlich ausgestorbenen Türkisaras.

## Lebensbedingungen
Butia yatay bevorzugt gut entwässerte, leicht alkalische oder neutrale Böden und viel Sonne. Während des Wachstums benötigt sie viel Feuchtigkeit, aber im Winter toleriert sie Trockenheit und Temperaturen bis unter den Gefrierpunkt. Zum Keimen benötigen die Samen Wärme und Feuchtigkeit. Unter ungünstigen Bedingungen kann das Keimen mehrere Monate aussetzen.

## Synonyme
- Calappa yatay (Mart.) Kuntze
- Cocos yatay Mart.
- Butia capitata subsp. yatay (Mart.) Herter
- Syagrus yatay (Mart.) Glassman